# Dato Chjartishvili
Dato Chjartishvili –en georgiano: დათო ჩხარტიშვილი– (27 de septiembre de 1996) es un deportista georgiano que compite en lucha grecorromana.
Ganó una medalla de bronce en el Campeonato Europeo de Lucha de 2018, en la categoría de 60 kg. En los Juegos Europeos de Minsk 2019 obtuvo una medalla de bronce en la misma categoría.

## Palmarés internacional
| Juegos Europeos    | Juegos Europeos     | Juegos Europeos   | Juegos Europeos |
| Año                | Lugar               | Medalla           | Categoría       |
| ------------------ | ------------------- | ----------------- | --------------- |
| 2019               | Minsk (Bielorrusia) | Medalla de bronce | 60 kg           |
| Campeonato Europeo |                     |                   |                 |
| Año                | Lugar               | Medalla           | Categoría       |
| 2018               | Kaspisk (Rusia)     | Medalla de bronce | 60 kg           |